# Antoni Mączyński
Antoni Mączyński herbu Świnka (zm. 23 kwietnia 1772 roku) – stolnik inowłodzki w latach 1763–1772.
W 1764 roku był elektorem Stanisława Augusta Poniatowskiego z województwa łęczyckiego.